# Kathryn Thornton
Kathryn Ryan Cordell Thornton (Montgomery, 17 augustus 1952) is een voormalig Amerikaans ruimtevaarder. Thornton haar eerste ruimtevlucht was STS-33 met de spaceshuttle Discovery en vond plaats op 23 november 1989. Deze missie werd uitgevoerd voor het Amerikaanse ministerie van Defensie. Hierdoor is er weinig bekend over de missie.
Thornton maakte deel uit van NASA Astronautengroep 10. Deze groep van 17 ruimtevaarders begon hun training in 1984 en had als bijnaam The Maggots.
In totaal heeft Thornton vier ruimtevluchten op haar naam staan, waaronder een missie naar het Internationaal ruimtestation ISS en de Hubble-ruimtetelescoop. Tijdens haar missies maakte zij drie ruimtewandelingen. In 1996 verliet zij NASA en ging zij als astronaut met pensioen. 